# Ritratto di Sigismondo di Lussemburgo
Il Ritratto di Sigismondo di Lussemburgo è un dipinto, tempera su pergamena applicata su tavola (58,5x42 cm), attribuito a Pisanello, databile al 1432-1433 circa e conservato nel Kunsthistorisches Museum di Vienna.

## Storia
Il ritratto venne eseguito all'inizio degli anni trenta del Quattrocento, quando l'imperatore Sigismondo di Lussemburgo si recò a Mantova per insignire Gianfrancesco Gonzaga del titolo di marchese (1432), nel quadro di un viaggio in Italia che aveva toccato anche Milano (1431), dove ricevette la corona di re d'Italia e terminò poi a Roma, dove incontrò Martino V (1433).
Il ritratto, copiato in disegni e altre opere, divenne l'effigie ufficiale dell'imperatore. Ancora nel 1451 Piero della Francesca si ispirò a una di queste derivazioni per dare le fattezze di Sigismondo a san Sigismondo nell'affresco Sigismondo Pandolfo Malatesta in preghiera davanti a san Sigismondo, dove riprese la medesima forma della berretta, ignorando però il materiale di pelliccia.
Entrato nelle collezioni imperiali, in particolare quelle del castello di Ambras presso Innsbruck, il ritratto è poi passato al Kunsthistorisches Museum.
L'attribuzione a Pisanello non è sicura e anticamente era stato assegnato al pittore Conrad Laib, nativo delle Alpi Orientali, o a un artista boemo. L'attribuzione a Pisanello è comunque avvalorata dalla presenza di un  disegno dell'imperatore di profilo con la stessa berretta (Cabinet des Dessins 2479).

## Descrizione
La figura dell'imperatore è ritagliata attorno al volto, con solo una parte del busto. Gli occhi sono scuri, piccoli e a mandorla, gli zigomi alti, la barba lunga e bianca, la bocca dischiusa, che mostra i denti. Il vestito è sontuosamente damascato, mentre la berretta è foderata di pelliccia, tipica dei climi freddi del nordeuropa, con un gioiello appuntato sulla sommità.
Pisanello si concentrò sugli aspetti esteriori del ritratto, profondendo grande accuratezza nella resa della morbidezza della pelliccia (ottenuta con pennellate sottilissime), della barba, dei capelli, del disegno del vestito. L'effetto è quello di un ritratto tutto sommato fiabesco e idealizzato, dove manca quell'attenzione alla psicologia e ai risvolti umani tipica della successiva ritrattistica rinascimentale.

## Altre immagini

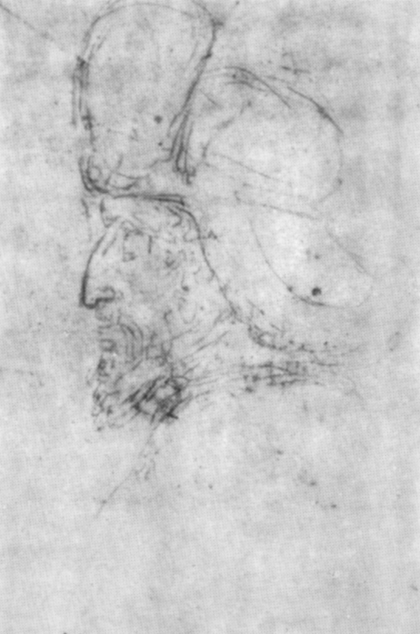
Testa d'uomo in profilo, Louvre n. 2479